# 木刀による剣道基本技稽古法
木刀による剣道基本技稽古法（ぼくとうによるけんどうきほんわざけいこほう）は、全日本剣道連盟が2003年（平成15年）に制定した剣道初心者用の形稽古法。

## 目的
1. 竹刀は日本刀であるという観念を理解させ、日本刀に関する知識を養う。
2. 木刀の操作によって、剣道の基本技を習得させ、応用技への発展を可能にする。
3. この稽古法の習得によって、日本剣道形への移行を容易にする。

## リンク
- 木刀による剣道基本技稽古法 - 全日本剣道連盟